# Fauna Europaea
Fauna Europaea是一个生物多样性数据库，收录所有现存欧洲陆地、淡水多细胞生物的学名与分布范围。Fauna Europaea是泛欧洲物种名录基础的动物分类数据库来源。截至2020年6月，Fauna Europaea报告其数据库有23万5708个分类名和17万3654个物种名。
欧洲理事会在2000年至2004年间为Fauna Europaea提供了启动资金。该项目由阿姆斯特丹大学负责统筹，首个版本在2004年发布，随后在2015年交接给了柏林自然博物馆。